# Prosotas fulva
Prosotas fulva är en fjärilsart som beskrevs av Evans 1925. Prosotas fulva ingår i släktet Prosotas och familjen juvelvingar. Inga underarter finns listade i Catalogue of Life.